# 상호금융
상호금융이란 농·축·수협의 각 조합을 통해 제한된 형태의 예금과 대출을 취급하는 것을 말한다.

## 세부 업무
- 외환업무(농·축·수협)
- 공제(보험)업무
- 수신및 여신업무

## 상호금융이란?
각 조합원의 영세한 자금을 예탁받아 이를 조합원에게 융자함으로써 조합원 상호간의 원활한 자금 융통을 꾀하는 호혜 금융의 일종이다. 단위조합을 통한 거래는 모두 상호금융으로 보면 된다. 일반은행과 거의 비슷한 업무를 하고 있지만 제 2금융권으로 분류 된다. 따라서 예전에는 은행감독원의 감사를 받았다. 각 조합마다 조합원을 둔다는 점에서는 신용협동조합·새마을금고와 성격이 비슷하지만, 신협과 새마을금고가 조합원만 거래할 수 있는반면, 농·축·수협은 비 조합원의 거래도 받아들인다.

## 단위조합의 운영
- 지역별,업종별로 구성된다.
- 조합장은 직선으로 선출되며 독립채산제로 운영된다.
- 조합원은 해당 지역내의 농·축·수산업자에 한해 가입자격이 주어지지만, 일반인도 준조합원에 가입할 수 있다.
- 금리는 각 조합마다 상이하다.

## 일반은행과의 다른점
- 증권계좌를 개설할 수 없다.
- 비과세 예금을 취급할 수 있다.
- 환전이나 해외송금은 지역농수협을 제외한 나머지는 불가능하며, 카드사 연결 또한 제한적이다. 이 때문에 신협이나 새마을금고에서 발행하는 자체 체크카드는 국내전용만 발행했으며, 자체 체크카드의 해외 브랜드 탑재는 2019년 5월 21일에 열린 국무회의를 통해 완화됐다. 새마을금고는 이 조치에 따라 2019년 10월부터 자체 체크카드에 비자카드 브랜드를 추가했다.

## 취급기관
- 농·축협[2]
- 회원수협
- 산림조합
- 신협
- 새마을금고